# جالیکانو نل لاتزیو
جالیکانو نل لاتزیو (به ایتالیایی: Gallicano nel Lazio) یک کومونه در ایتالیا است که در استان رم واقع شده‌است.

## خصوصیات
جالیکانو نل لاتزیو ۲۶٫۰ کیلومترمربع مساحت و ۶٬۳۴۱ نفر جمعیت دارد و ۲۴۱ متر بالاتر از سطح دریا واقع شده‌است.